# Norberto Campos
Norberto Jorge Campos (Buenos Aires, 9 de octubre de 1941 - Rosario, 7 de julio de 2003) fue un actor, director y docente argentino. Es considerado uno de los mayores referentes que tuvo el teatro en Rosario.

## Biografía
Nació y creció entre los barrios porteños de Liniers y Mataderos, sobrino del cantante de tangos Floreal Ruiz. En 1958 el grupo Fray Mocho fue a actuar a la biblioteca de su barrio, él quedó impresionado por el despliegue escénico de la obra y se anotó a un taller que dio el mismo grupo. Allí se vio atraído por el compromiso social, el debate ideológico y, en lo estético, el planteo del cuerpo en movimiento. Sus maestros eran Oscar Ferrigno y Roberto Espina. Esa experiencia lo llevó al estudio de Otto Werberg primero, y a tomar clases de actuación Hedy Crilla después. A los veintidós años se inscribió en la Escuela de Mimo y Expresión Corporal de Ángel Elizondo.
En el 1963 ingresó al Instituto Di Tella, donde formó parte del Grupo Lobo, una de las agrupaciones más transgresoras de ese tiempo. En la década del '70, escapando a la dictadura de Onganía llegó a Brasil, donde se unió al The Living Theatre, por entonces guiado por Judith Malina. Después realizó una gira por Bolivia, Chile y Paraguay donde confirma su compromiso con el teatro social. De regreso en Argentina trabajó con Jerzy Grotowski.
Su primera llegada como actor a Rosario fue en setiembre de 1969 con el Grupo Lobo, ese día presentó Tiempo de fregar en la sala de Arteón, basada en un guion suyo que dirigía Roberto Villanueva. El espectáculo estaba cargado de comunicación directa de los actores con el público lo que hizo que fuese resistido por muchos espectadores. 
A mediados de 1974 se instaló definitivamente en Rosario y fue uno de los referentes más importantes del teatro local. Allí fundó el Profesorado Superior de Expresión Corporal y participó en la organización de la Escuela de Cine, Televisión y Teatro.
Durante su residencia en la ciudad santafesina creó primero el grupo "Litoral" y en 1987 el grupo "Teatro de la acción" con la idea de cruzar el mimo y la expresión corporal con las tradiciones populares del circo y la murga. Norberto Campos se refería a su compañía como “Fuimos el primer grupo que salió a las calles para contar historias, que tomó casas y galpones para hacer teatro” .

## Influencia y legado
El 6 de septiembre de 2012 en el concejo municipal Rosario se aprobó la creación de la Comedia Municipal de Teatro destinada a promover la labor de actores, directores y dramaturgos locales, en esa misma sesión se determinó que lleve el nombre de Norberto Campos en su honor.
"Noberto Campos: un hombre en la orilla" es un documental que registra una de las últimas entrevistas que se le hicieron.